# Helmut Potente
Helmut Potente (* 31. August 1939 in Brakel, Kreis Höxter) ist ein deutscher Ingenieurwissenschaftler. Er war Professor für Kunststofftechnik und war von 1980 bis 2004 Leiter des Instituts für Kunststofftechnik an der Universität Paderborn.

## Leben
Potente studierte nach dem Abitur 1962 Maschinenbau mit Fachrichtung Verfahrenstechnik an der RWTH Aachen. 1968 schrieb er seine Diplomarbeit, daraufhin arbeitete er als wissenschaftlicher Mitarbeiter am Institut für Kunststoffverarbeitung in Industrie und Handwerk. 1971 folgte dort die Promotion mit dem Thema: „Untersuchung der Schweißbarkeit thermoplastischer Kunststoffe mit Ultraschall“.
Von 1971 bis 1974 war Potente Leiter des Labors für Kunststoffprozesstechnik und der Ingenieurfachgruppe „Kunststoffberatung, Fertigung und Kunden“ bei der Westfälischen Metallindustrie KG Hueck & Co. in Lippstadt. Seine Arbeitsschwerpunkte waren Prozessführung des Spritzgießens, Stoffentwicklung Elastomere, Duromere und Formteilqualität in Verbindung mit Veredelungsoperationen wie Lackieren, Vakuummetallisieren, Galvanisieren etc. Nebenberuflich erteilte er in dieser Zeit Physikunterricht am Gymnasium.
In der Zeit von Juli 1974 bis Dezember 1979 war Potente Wissenschaftlicher Rat, Professor und Mitglied der Geschäftsleitung des Instituts für Kunststoffverarbeitung in Industrie und Handwerk (IKV) an der RWTH Aachen. Vom Januar 1980 bis zum August 2004 war er Professor für „Technologie der Kunststoffe“, von 1982 bis 1983 zudem Dekan des Fachbereichs Maschinentechnik an der Universität Paderborn. Nach seiner Emeritierung im August 2004 übernahm er im September 2004 die Vertretung des Lehrstuhls „Technologie der Kunststoffe“ als Emeritus. Elmar Moritzer hat 2008 die Nachfolge von Helmut Potente angetreten.

## Auszeichnungen
- 2005 Outstanding Achievement Award der amerikanischen Society of Plastic Engineers
- 2004 Georg-Menges-Preis
- 1971 Borchersplakette (RWTH Aachen)

| Personendaten    | Personendaten                      |
| ---------------- | ---------------------------------- |
| NAME             | Potente, Helmut                    |
| KURZBESCHREIBUNG | deutscher Ingenieurwissenschaftler |
| GEBURTSDATUM     | 31. August 1939                    |
| GEBURTSORT       | Brakel, Kreis Höxter               |